# Terry Nichols
Terry Nichols, född 1 april 1955 i Lapeer, Michigan, är en amerikansk terrorist, dömd till livstids fängelse för bombdådet i Oklahoma City, förövat den 19 april 1995. Hans medbrottsling Timothy McVeigh dömdes till döden och avrättades 2001. En tredje person, Michael Fortier, som kände till att dådet skulle förövas, men underlät att varsko polisen, dömdes till 12 års fängelse.

## Biografi
Innan Nichols greps hade han olika arbeten, till exempel lantbrukare och fastighetsförsäljare. Han träffade McVeigh i USA:s armé 1989. Åren 1994–1995 planerade och förberedde han tillsammans med McVeigh bombdådet mot Alfred P. Murrah Federal Building i Oklahoma City. Bomben som detonerade klockan 09.02 onsdagen den 19 april 1995 dödade 168 människor, varav 19 barn.
År 1997 dömdes Nichols till livstids fängelse utan möjlighet till frigivning, efter att juryn inte hade kunnat enas om huruvida dödsstraff skulle utdömas. Nichols är internerad i högriskfängelset ADX Florence, beläget i Fremont County i Colorado.

### Webbkällor
- Terry Nichols Fast Facts CNN 23 mars 2017. Läst 24 november 2017.